# 1213

## Události
- založen Uničov, nejstarší město na území nynější České republiky podle magdeburského městského práva doloženo listinou z roku 1223
- první písemný doklad o hradu Veveří, jednom z nejrozsáhlejších a nejstarších hradních areálů v ČR
- první písemná zmínka o obci Police nad Metují
- Čingischánova vojska pronikají Velkou čínskou zdí
- bitva u Muretu

## Narození
- 9. března – Hugo IV. Burgundský, burgundský vévoda a titulární král soluňského království († 27. října 1272)

## Úmrtí
- 18. dubna – Marie z Montpellieru, aragonská královna jako manželka Petra II. (* 1182/1183?)
- 24. května – Dagmar Dánská, česká princezna, jako manželka Valdemara II. dánská královna (* asi 1186)
- 12. září – Petr II., král aragonský a barcelonský hrabě (* 1174)
- 16. září – Martín de Hinojosa, kastilský kněz, katolický světec (* 1140)
- 28. září – Gertruda Meranská, uherská královna jako manželka Ondřeje II. (* 1185)
- 12. prosince
  - Vilém z Lüneburku, vládce Lüneburgu z německé dynastie Welfů (* 11. dubna 1184)
  - Jan z Mathy, zakladatel řádu trinitářů, světec (* 1160)
- 17. prosince – Svatý Jan z Mathy, francouzský římskokatolický kněz, zakladatel řádu Nejsvětější Trojice pro vykupování otroků (* 1150–1160)
- ? – Tamara Gruzínská, královna Gruzínského království (* 1160)
- ? – Eleonora z Vermandois, hraběnka z Valois a Vermandois (* 1148/1149)
- ? – Adéla Francouzská, milenka anglického krále Jindřicha II. (* 4. října 1160)
- ? – Kristina Norská, norská princezna a královna jako manželka Filipa Simonsson (* ?)

## Hlava státu
- České království – Přemysl Otakar I.
- Svatá říše římská – Ota IV. Brunšvický – Fridrich II.
- Papež – Inocenc III.
- Anglické království – Jan Bezzemek
- Francouzské království – Filip II. August
- Polské knížectví – Lešek I. Bílý
- Uherské království – Ondřej II.
- Sicilské království – Fridrich I.
- Kastilské království – Alfonso VIII. Kastilský
- Rakouské vévodství – Leopold VI. Babenberský
- Skotské království – Vilém Lev
- Portugalské království – Alfons II. Portugalský
- Norské království – Inge II.
- Latinské císařství – Jindřich
- Nikájské císařství – Theodoros I. Laskaris